# Geodia strongyla
Geodia strongyla es una especie de esponja de la familia Geodiidae. La especie fue encontrada en las costas de Japón y fue primeramente descrito por Kazuo Hoshino en 1981.